# Józef Iwanicki (1744–1830)
Józef Iwanicki (ur. 1744, zm. 1830) – profesor w szkołach przemyskich, popularyzator wiedzy, encyklopedysta.

## Dzieła
W 1777 roku napisał podręcznik wiedzy ogólnej dla młodzieży napisany w postaci pytań oraz odpowiedzi. Informacje podzielone były na rozdziały: O człowieku, O zwierzętach, O świecie itp. Każdy dział zawierał pytania oraz odpowiedzi na nie: Na czym polega doskonałość świata?, Co to są komety?, Co sądzić o lunatykach? itp. Zawiera ogólne informacje o astronomii, planetach, Koperniku, kometach. Dzieło to uznawane jest za jeden z pierwszych polskich słowników encyklopedycznych  .
- Krótkie zebranie zarzutów ciekawych o rzeczach tego świata pod zmysły nam podpadających i je zadziwiających, (1777).

Dzieło znajduje się w Bibliotece Uniwersytetu Marii Curie-Skłodowskiej w Lublinie udostępnione online w wersji cyfrowej